# Jesse Ruíz
Jesse Prudente Ruíz Flores (ur. 31 lipca 1985) – meksykański zapaśnik w stylu wolnym. Olimpijczyk z Londynu 2012, gdzie zajął osiemnaste miejsce (ostatnie) w kategorii 120 kg.
Zajął 19. miejsce mistrzostw świata w 2013. Trzeci na igrzyskach panamerykańskich w 2015. Zdobył srebrny (2010) i dwa brązowe (2013,2016) medale na mistrzostwach panamerykańskich i srebrny na igrzyskach Ameryki Środkowej i Karaibów w 2010 i 2014 roku.